# Hylophilodes tortriciformis
Hylophilodes tortriciformis är en fjärilsart som beskrevs av Embrik Strand 1917. Hylophilodes tortriciformis ingår i släktet Hylophilodes och familjen trågspinnare. Inga underarter finns listade i Catalogue of Life.